# Cerkev Santa Maria dell'Ammiraglio
Cerkev Santa Maria dell'Ammiraglio, imenovana tudi Martorana, je sedež župnije San Nicolò dei Greci (albansko Klisha e Shën Kollit së Arbëreshëvet), s pogledom na Piazza Bellini v Palermu, Sicilija, južna Italija.
Cerkev je stolnica eparhije Piana degli Albanesi , italijansko-albanske katoliške cerkve, škofije, ki vključuje italijansko-albanske (Arbëreshë) skupnosti na Siciliji, ki služijo liturgijo po bizantinskem obredu v starogrškem in albanski jeziku. Cerkev priča o vzhodni verski in umetniški kulturi, ki je še danes prisotna v Italiji, k čemur so prispevali tudi albanski izgnanci, ki so se priseljevali od 15. stoletja pod pritiskom turško- osmanskega preganjanja v Albaniji in na Balkanu. Slednji vpliv je pustil precejšnje sledi pri slikanju ikon, v verskem obredu, v jeziku župnije, v tradicionalnih običajih nekaterih albanskih kolonij v pokrajini Palermo. Skupnost je del katoliške cerkve, vendar sledi obredom in duhovnim tradicijam, ki jo v veliki meri delijo s pravoslavno cerkvijo.
Za cerkev je značilna raznolikost slogov, ki se srečujejo, saj so jo v stoletjih bogatili različni okusi v umetnosti, arhitekturi in kulturi. Danes je pravzaprav kot cerkveno-zgodovinski spomenik rezultat več preobrazb, ki so tudi zaščitene.
Od 3. julija 2015 je del Unescove svetovne dediščine kot Arabsko-normanski Palermo ter stolnici v Cefalùju in Monrealu. 

## Zgodovina
Ime Ammiraglio ('admiral') izhaja od ustanovitelja cerkve, sirskega krščanskega admirala in glavnega ministra sicilskega kralja Rogerja II., Jurija Antiohijskega. Temeljna listina cerkve (ki je bila sprva vzhodno pravoslavna) v starogrščini in arabščini je ohranjena in sega v leto 1143; gradnja se je morda že začela tedaj. Cerkev je bila zagotovo dokončana s smrtjo Jurija leta 1151 in on in njegova žena sta bila pokopana v narteksu. Leta 1184 je cerkev obiskal arabski popotnik Ibn Jubair, ki je kasneje velik del svojega opisa Palerma posvetil njegovi hvali in jo označil za »najlepši spomenik na svetu«. Po sicilskih večernicah leta 1282 se je otoško plemstvo zbralo v cerkvi na sestanku, po katerem je bila sicilska krona dana Petru III. Aragonskemu.
V letih 1193–94 je Eloisa Martorana na sosednjem posestvu ustanovila samostan benediktink. Leta 1433–34 je pod vlado aragonskega kralja Alfonsa ta samostan pridružil cerkev, ki je bila od takrat splošno znana kot La Martorana. Nune so med 16. in 18. stoletjem cerkev temeljito preoblikovale, pri čemer so bistveno spremenile strukturo in notranjo opremo.
Redovnice Martorane so bile znane po oblikovanju marcipana, ki so ga izdelovale v obliki različnih sadežev. Čeprav samostan ne obstaja več, so frutta di Martorana še vedno ena najbolj znanih in prepoznavnih živil v Palermu.
Leta 1937 se je cerkev vrnila v bizantinski obred z albansko skupnostjo, prisotno v Palermu. Danes jo italijansko-albanska katoliška cerkev uporablja za svoje storitve in si deli status sostolnice s stolnico San Demetrio Megalomartire v Piana degli Albanesi.
Cerkev je prevzela in podedovala naslov sedeža župnije Italo-Albancev s sedežem v San Nicolò dei Greci (za "Grke" se je zamenjalo tiste albanske prebivalce, ki so od 15. stoletja v Italiji in na Siciliji ohranili 'grški oz. bizantinski obred', jezik, običaje, identiteto) leta 1945, potem ko je bila v drugi svetovni vojni uničena istoimenska cerkev ob italijansko-albanskem semenišču v Palermu.
Cerkev je bila nedavno obnovljena in leta 2013 ponovno odprta za bogoslužje; Za čas obnove je bila duhovščina in skupnost sprejeta v cerkvi Santa Macrina italijansko-albanskih redovnic Basilijank v Palermu.
Župnija San Nicolò dei Greci nima pravega župnijskega ozemlja, je pa referenčna točka za 15.000 zvestih Arbëreshë (albanska skupnost Sicilije, ki je bila zgodovinsko naseljena v provinci Palermo), ki prebivajo v mestu in ki izpoveduje bizantinski obred.

### Ime župnije
Po tradiciji jo še vedno imenujejo 'od Grkov', kar je neprimerna opredelitev, saj župnija cerkveno pripada albanskim Sicilcem (Albanesi di Sicilia v italijanskem jeziku). Grščina je bila za ljudi, ki niso Arbëreshë, Latini, opredeljena kot bizantinski obred za liturgični jezik. Vendar pa je danes vse pogostejša različica Parrocchia San Nicolò ali Nicola degli Italo-Albanesi.
S svojimi zvestimi albanofoni se imenuje Klisha Arbëreshe Palermë ali preprosto Marturanë, v ne pogovorni različici pa 'Famullia / Klisha e Shën Kollit i Arbëreshëvet në Palermë. Pogosto lahko preberete tudi naslov Parrocchia San Nicolò dei Greci alla Martorana, kar pomeni, da ima župnija zdaj sedež v Martorani in ne na začetni lokaciji v ulici Via Seminario Italo-Albanese.

## Liturgija in obred
Liturgični obredi, poročni obredi, krst in praznovanja župnije San Nicolò dei Greci sledijo bizantinskemu koledarju in albanski tradiciji skupnosti eparhije Piana degli Albanesi. 
Liturgična jezika sta starogrščina (po tradiciji, ki se je rodila za poenotenje vseh narodov vzhodne cerkve pod enim jezikom razumevanja) ali albanščina (materni jezik župnijske skupnosti). Tu nenavadno slišimo duhovnika in vernike, ki običajno govorijo v albanskem jeziku, pravzaprav je jezik glavni element, ki jih identificira v določeni pripadnosti narodnosti. Neka mlada ženska iz Piane degli Albanesi se poroči še vedno v bogati poročni obleki albanske tradicije in obredu poroke (martesa).
Posebno praznovanje za prebivalstvo Arbëreshë je Teofanija ali blagoslov voda 6. januarja (Ujët e pagëzuam) ; najpomembnejši praznik je Velika noč (Pashkët) z orientalskimi rituali močne duhovnosti Velikega tedna (Java e Madhe) in petje Christos anesti - Krishti u ngjall (Kristus je vstal). 6. decembra je praznik svetega Nikolaja (Dita e Shën Kollit). 

## Arhitektura
Prvotna cerkev je bila zgrajena v obliki grškega križa, kar je običajna različica običajnega srednje bizantinskega cerkvenega tipa. Tri apside na vzhodu mejijo neposredno na naos (svetišče), namesto da bi jih ločeval dodaten obok, kot je običajno v sodobni bizantinski arhitekturi na Balkanu in v Mali Aziji. V prvem stoletju svojega obstoja je bila cerkev razširjena v treh različnih fazah; najprej z dodatkom narteksa, v katerem sta bili grobnici Jurija Antiohijskega in njegove žene; naslednjič z dodatkom prednjega dela in končno z izgradnjo centralno usmerjenega zvonika na zahodu. Zvonik, ki je bogato okrašen s tremi loki in ložami z okroglimi okni, še vedno služi kot glavni vhod v cerkev. Pomembnejši poznejši prizidki cerkve so baročno pročelje, ki je danes obrnjeno na trg. V poznem 19. stoletju so zgodovinsko usmerjeni restavratorji poskušali cerkev vrniti v prvotno stanje, čeprav je veliko elementov baročnih sprememb ostalo.
Nekateri elementi prvotne cerkve, zlasti zunanja dekoracija, kažejo vpliv islamske arhitekture na kulturo normanske Sicilije. Po vrhu zunanjih sten teče friz s posvetilnim napisom; čeprav je njegovo besedilo v grščini, se njegova arhitekturna oblika nanaša na islamsko arhitekturo severne Afrike. Vdolbene niše na zunanjih stenah prav tako izvirajo iz islamske arhitekturne tradicije. V notranjosti niz lesenih tramov na dnu kupole nosi naslikan napis v arabščini; besedilo izhaja iz krščanske liturgije (Epinikiosova himna in Velika doksologija). Cerkev se je lahko pohvalila tudi z dodelanimi pari izrezljanih lesenih vrat, danes nameščenih na južni fasadi zahodnega prizidka, ki so močno povezana z umetniško tradicijo Fatimidov v severni Afriki. Zaradi teh 'arabskih' elementov so Martorano primerjali s sodobno palermsko Cappella Palatina, ki je podoben hibrid bizantinske in islamske oblike.

## Notranjost
Cerkev slovi po spektakularni notranjosti, v kateri prevladuje vrsta mozaikov iz 12. stoletja, ki so jih izvedli bizantinski obrtniki. Mozaiki kažejo številne ikonografske in formalne podobnosti s približno sodobnimi programi v Cappella Palatina, v Monrealski stolnici in v stolnici v Cefalùju, čeprav jih je verjetno izvajala druga delavnica.
Na stenah sta dva mozaika, posneta s prvotne normanske fasade, ki prikazuje kralja Rogerija II., gospoda Jurija Antiohijskega, ki je od Jezusa prejel krono Sicilije in na severni strani prehoda samega Jurija ob nogah Device. Upodobitev Rogerija je bila z vidika ikonografije zelo pomembna. V zahodno krščanski tradiciji je kralje navadno kronal papež ali njegovi predstavniki; vendar je Rogerij prikazan v bizantinski obleki, ki ga je na bizantinski način okronal Jezus. Rogerij je bil znan po tem, da se je v času svoje vladavine predstavil kot cesar, nagovarjali so ga kot basileus (v starogrščini 'kralj'). Mozaik kronanja Rogerija vsebuje latinski napis, napisan s starogrškimi črkami (Rogerios Rex - ΡΟΓΕΡΙΟΣ ΡΗΞ – 'kralj Rogerij').
Ladijsko kupolo zaseda tradicionalna bizantinska podoba Kristusa Pantokratorja, obdan z nadangeli Mihaelom, Gabrielom, Rafaelom in Urielom. Spodnji register prikazuje osem prerokov Stare zaveze in v pendativih štiri evangeliste Nove zaveze. Ladijski obok prikazuje Jezusovo rojstvo in smrt Device Marije.
Novejši del cerkve krasijo kasnejše freske s sorazmerno majhnim umetniškim pomenom. Freske v srednjem delu obzidja so iz 18. stoletja in jih pripisujejo Guglielmu Borremansu.